# Цврчек, Радим
Радим Цврчек (чеш. Radim Cvrček; 30 ноября 1931, Звиротице, Чехословакия — 29 апреля 2004, Злин) — чешский кинорежиссёр, сценарист и актёр, большую часть своей жизни работал в студии Готвальдов.

## Творчество
Его дебютный фильм, Táňa a dva pistolníci (1967) был высоко оценён на кинофестивалях в Готвальдове, Москве и Каннах.
Наибольшую известность получили его фильмы для детей и про детей, особенно знаменит сериал Приключение в каникулы.

## Фильмография
- 1962 Первый класс / Prva trieda — режиссёр
- 1965 Необыкновенный класс / Neobycejná trída — второй режиссёр
- 1967 Таня и два мушкетёра / Táňa a dva pistolníci — режиссёр, сценарист
- 1968 Жираф в окне / Žirafa v okně — режиссёр, сценарист
- 1969 Взрослым позволено всё / Dospěláci můžou všechno — режиссёр, сценарист
- 1971 Автомат желаний / Automat na prání
- 1973 30 девушек и Пифагор / 30 panen a Pythagoras — сценарист
- 1978 Nekonečná — nevystupovat — режиссёр, сценарист
- 1979 Velký mogul
- 1981 Завтрашние дети / Deti zítrku — режиссёр
- 1981 Между нами, мальчиками / Mezi námi kluky — режиссёр
- 1982 За околицей дракон / Za humny je drak — режиссёр
- 1983 Кот идёт по следу / Tretí skoba pro kocoura — режиссёр, сценарист
- 1985 Jankove hracky — режиссёр
- 1987 Пугало из чердачного окна / Strasidla z vikýre — режиссёр, сценарист
- 1989 Hurá za ním — режиссёр

### Телесериалы
- 1973—1974 Bola raz jedna záhrada
- 1975 Léto s Katkou
- 1977—1978 Приключение в каникулы / Spadla z oblakov — режиссёр